# フリードリヒ・フライシュマン
ヨハン・フリードリヒ・アントン・フライシュマン（Johann Friedrich Anton Fleischmann 1766年7月19日 - 1798年11月30日）は、ドイツの作曲家。

## 生涯・人物
フライシュマンはマルクトハイデンフェルトに生まれた。父は地元で教師をしていたヨハン・フリードリヒ・ミハエル・フライシュマン（-Michael-）、母はエファ・マリア（Eva Maria）であった。父は作曲家としても活躍しており、これに刺激されたフライシュマンは8歳にしてピアニストとして公開演奏を行い、また幼少期から作曲を始めていた。父から教えを受けた他に、マルクトハイデンフェルトの作曲家や音楽家に混ざって活動していたフライシュマンであったが、11歳の時にマンハイムの学校へと移ってイグナーツ・ホルツバウアーとゲオルク・ヨーゼフ・フォーグラーに師事した。
フライシュマンは1782年からはヴュルツブルク大学で学び、1783年に博士号を取得すると続いて法学を学んだ。その後、1786年と1787年にレーゲンスブルクの首長の私設秘書と家庭教師を務めた。この期間に彼は何度も南ドイツに旅行に訪れている。1787年から1788年にかけてはオクゼンフルトのホプファーシュタットに居住していたが、この町では彼の兄弟であるボニファティウス・フライシュマン（Bonifatius-）が1786年から牧師をしており、同年には彼の両親も移り住んできていた。その後フライシュマンはザクセン＝マイニンゲン公国のゲオルク1世の元で官房長官として働いた。彼は公爵の求めに応じて名前をヨハンに改めている。また、仕える身として公爵の宗教への改宗を行った。
フライシュマンは1792年に文書保管人、歴史家のヨハン・アドルフ・フォン・シュルテスの娘であるテマー・ヨハンナ・クリスティアーネ・ルイス・フォン・シュルテス（Themar Johanna Christiane Louise von Schultes 1771年-1856年）と結婚した。2人は3人の娘（ファニ、カロリーナ、ヴィルヘルミーネ）と1人の息子（ヴィルヘルム・ツレヒト）に恵まれた。
フライシュマンは管弦楽曲や室内楽曲、歌曲、ジングシュピールを作曲した。主だった作品はシェイクスピアの『テンペスト』に基づくジングシュピール『Die Geisterinsel』である。
ゴレツキとクリッケンベルクによると、しばしばモーツァルトもしくはベルンハルト・フリースの作とされる歌曲『Schlafe mein Prinzchen Schlaf ein』 K.350（『ねむれよい子よ庭や牧場に』）は、フライシュマンの作品であるという。

## 子孫
フライシュマンの孫であるアレクサンダー J. フライシュマンはエドワード・ベラミーの著書『顧みれば』をドイツ語へ翻訳した人物である。1年で7刷が世に出された。また、アレクサンダーの娘のヨハンナ・ミュラー（筆名ミュラー＝コブルク、1860年-1947年）は作家、画家、翻訳家であった。

## 主要作品
- ピアノのためのエア変奏曲 変ロ長調 1787年
- Salve Regina 1790年
- ピアノ協奏曲 ハ長調 Op.1 1794年
- ピアノ4手のためのソナタ Op.2 ト長調 1795年
- ピアノ（またはオルガン）協奏曲 ニ短調 Op.3 1796年
- ピアノ協奏曲 ニ長調 Op.4 1797年 （平和を讃えて）
- 交響曲 イ長調 Op.5 （1800年出版）
- 交響曲 ニ長調 Op.6 （1807年出版）
- 『Die Geisterinsel』への序曲 Op.7 （1807年出版）
- ジングシュピール『Die Geisterinsel』 1798年
- クラリネット、ファゴットと2つのホルンのためのパルティータ第3番 ヘ長調
- クラリネット、ファゴットと2つのホルンのための四重奏曲第4番 変ロ長調
- クラリネット、ファゴットと2つのホルンのための四重奏曲第5番 変ホ長調
- クラリネット、ファゴットと2つのホルンのための四重奏曲第6番
- パルティア - 交響曲 変ロ長調